# KHK Crvena zvezda
KHK Crvena zvezda (serb. Клизачко хокејашки клуб Црвена звезда) – serbski klub hokejowy z siedzibą w Belgradzie.

## Sukcesy
- Złoty medal mistrzostw Serbii: 1992, 1993, 1996, 1997, 2005, 2018
- Srebrny medal mistrzostw Serbii: 1994, 1995, 1998, 2002, 2004, 2006, 2011, 2016, 2017
- Puchar Serbii: 1992, 1996, 1997, 1998
- Finał Pucharu Serbii: 1995, 2000, 2001

## Szkoleniowcy
Trenerem zespołu od 1989 do 1993 był Witalij Stain.